# Lysiosepalum rugosum
Lysiosepalum rugosum är en malvaväxtart som beskrevs av George Bentham. Lysiosepalum rugosum ingår i släktet Lysiosepalum och familjen malvaväxter. Inga underarter finns listade i Catalogue of Life.